# Œdème pulmonaire d'immersion
 (mai 2022).
La mise en forme du texte ne suit pas les recommandations de Wikipédia : il faut le « wikifier ».
Les points d'amélioration suivants sont les cas les plus fréquents. Le détail des points à revoir est peut-être précisé sur la page de discussion.
- Les titres sont pré-formatés par le logiciel. Ils ne sont ni en capitales, ni en gras.
- Le texte ne doit pas être écrit en capitales (les noms de famille non plus), ni en gras, ni en italique, ni en « petit »…
- Le gras n'est utilisé que pour surligner le titre de l'article dans l'introduction, une seule fois.
- L'italique est rarement utilisé : mots en langue étrangère, titres d'œuvres, noms de bateaux, etc.
- Les citations ne sont pas en italique mais en corps de texte normal. Elles sont entourées par des guillemets français : « et ».
- Les listes à puces sont à éviter, des paragraphes rédigés étant largement préférés. Les tableaux sont à réserver à la présentation de données structurées (résultats, etc.).
- Les appels de note de bas de page (petits chiffres en exposant, introduits par l'outil «  Source ») sont à placer entre la fin de phrase et le point final[comme ça].
- Les liens internes (vers d'autres articles de Wikipédia) sont à choisir avec parcimonie. Créez des liens vers des articles approfondissant le sujet. Les termes génériques sans rapport avec le sujet sont à éviter, ainsi que les répétitions de liens vers un même terme.
- Les liens externes sont à placer uniquement dans une section « Liens externes », à la fin de l'article. Ces liens sont à choisir avec parcimonie suivant les règles définies. Si un lien sert de source à l'article, son insertion dans le texte est à faire par les notes de bas de page.
- La présentation des références doit suivre les conventions bibliographiques. Il est recommandé d'utiliser les modèles {{Ouvrage}}, {{Chapitre}}, {{Article}}, {{Lien web}} et/ou {{Bibliographie}}. Le mode d'édition visuel peut mettre en forme automatiquement les références.
- Insérer une infobox (cadre d'informations à droite) n'est pas obligatoire pour parachever la mise en page.

Pour une aide détaillée, merci de consulter Aide:Wikification.
Si vous pensez que ces points ont été résolus, vous pouvez retirer ce bandeau et améliorer la mise en forme d'un autre article.
 (mai 2022).
L'œdème pulmonaire d'immersion (OPI) - Swimming Induced Pulmonary Edema (SEPI) - est une accumulation, dans les alvéoles pulmonaires, de fluides sanguins provenant des petits vaisseaux les irriguant, résultant d'efforts dans des conditions d'immersion, tels que la natation et la plongée.
La fréquence de cette pathologie a cru avec l'augmentation de popularité du triathlon et de la natation en eau libre. Elle a été signalée chez des plongeurs autonomes , des compétiteurs d'apnée, des nageurs de combat et des triathlètes,. Les causes sont encore incomplètement comprises,,.

## Signes et symptômes
Comme pour les autres formes d'œdème pulmonaire, l'observation clinique caractéristique de l'OPI est une toux qui peut entraîner des expectorations mousseuses ou teintées de sang. Les symptômes et signes cliniques comprennent un essoufflement hors de proportion avec l'effort fourni,,crépitants à l'auscultation pulmonaire ,, ainsi qu'une toux généralement pénible et productive ou non d'un peu de crachats roses, mousseux ou teintés de sang (hémoptysie),,,,.
La combinaison de plongée peut être ressentie comme gênant la capacité à respirer.

## Facteurs de risque
L'OPI été décrit chez les plongeurs autonomes, les nageurs de longue distance et la plongée en apnée,. L'hypertension,, une longue durée de parcours dans le cas du triathlon (demi-ironman ou plus), le sexe féminin, les agents antiplaquettaires tels que l'aspirine ou l'huile de poisson et l'hydratation excessive semblent être des facteurs de risque.

## Mécanisme
Les mécanismes par lesquels l'OPI se produit sont controversés et plusieurs facteurs sont probablement nécessaires pour que le phénomène se manifeste,,,.
- La pression hydrostatique due à l'immersion dans l'eau comprime les extrémités et force le sang de la circulation périphérique (bras, jambes) vers la circulation centrale (cœur, poumons, gros vaisseaux thoraciques)[1],[2],[4],[5]
- L'eau froide peut provoquer une vasoconstriction périphérique et d'autres modifications neuro-humorales qui contribuent au déplacement central du volume sanguin[1],[8],[2],[4],[5]
- Les combinaisons peuvent ajouter une compression extrinsèque supplémentaire aux extrémités[1]
- Une pression accrue quelque part dans la circulation pulmonaire (hypertension pulmonaire, dysfonctionnement diastolique du cœur gauche) entraîne une augmentation du gradient de pression à travers les capillaires pulmonaires[1],[4],[5]
- Le stress capillaire dû à une lésion oxydative ou physique conduit à une brèche[4]

On pense que l'OPI résulte d'une combinaison de ces facteurs qui dépasse les capacités de compensation de l'organisme et conduit à une inondation alvéolaire,,.

## Prévention
La prise en charge de l'hypertension est susceptible d'être importante pour les athlètes hypertendus. Les inhibiteurs de l'ECA (en particulier les antagonistes des récepteurs de l'angiotensine II) peuvent être des médicaments antihypertenseurs efficaces dans ce contexte compte tenu de leur effet sur la relaxation diastolique, mais la justification est théorique et les preuves des avantages dans la prévention de l'OPI sont anecdotiques.
Il est conseillé d'éviter une hydratation excessive avant la baignade,,.
La nifédipine ou le sildénafil pourraient théoriquement être bénéfiques en raison de leur capacité à modifier la pression artérielle pulmonaire, mais ces médicaments ne sont pas approuvés pour être utilisés dans l'OPI.

## Prise en charge
La prise en charge a généralement été rapportée comme conservatrice, bien que des décès aient été signalés,. Elle consiste essentiellement à retirer l'eau de la personne, et si nécessaire, en une prise en charge symptomatique par diurétiques et/ou de l'oxygène,.
Les épisodes sont généralement spontanément résolutifs en l'absence d'autres problèmes médicaux,.

## Épidémiologie
On estime que l'OPI survient chez 1 à 2 % des nageurs de compétition en eau libre, avec 1,4 % des triathlètes, 1,8 % des nageurs de combat et 1,1 % des plongeurs et des nageurs rapportés dans la littérature.

## Polémique
Le respirateur recycleur de plongée autonome CRABE (Complete Range Autonomous Breathing Equipment), fabriqué par la société Aqualung, est soupçonné d'augmenter le risque d’apparition d'OPI chez les plongeurs démineurs qui l'utilisent. Ce respirateur utilisé par la Marine nationale a été impliqué dans l'apparition de plusieurs cas d'OPI graves, dont un mortel en 2017. Cet appareil a été maintenu en service, malgré des rapports confirmant sa dangerosité.